# Barichneumonites funebricolor
Barichneumonites funebricolor är en stekelart som beskrevs av Heinrich 1934. Barichneumonites funebricolor ingår i släktet Barichneumonites och familjen brokparasitsteklar. Inga underarter finns listade.